# St. Hubertus (Roetgen)

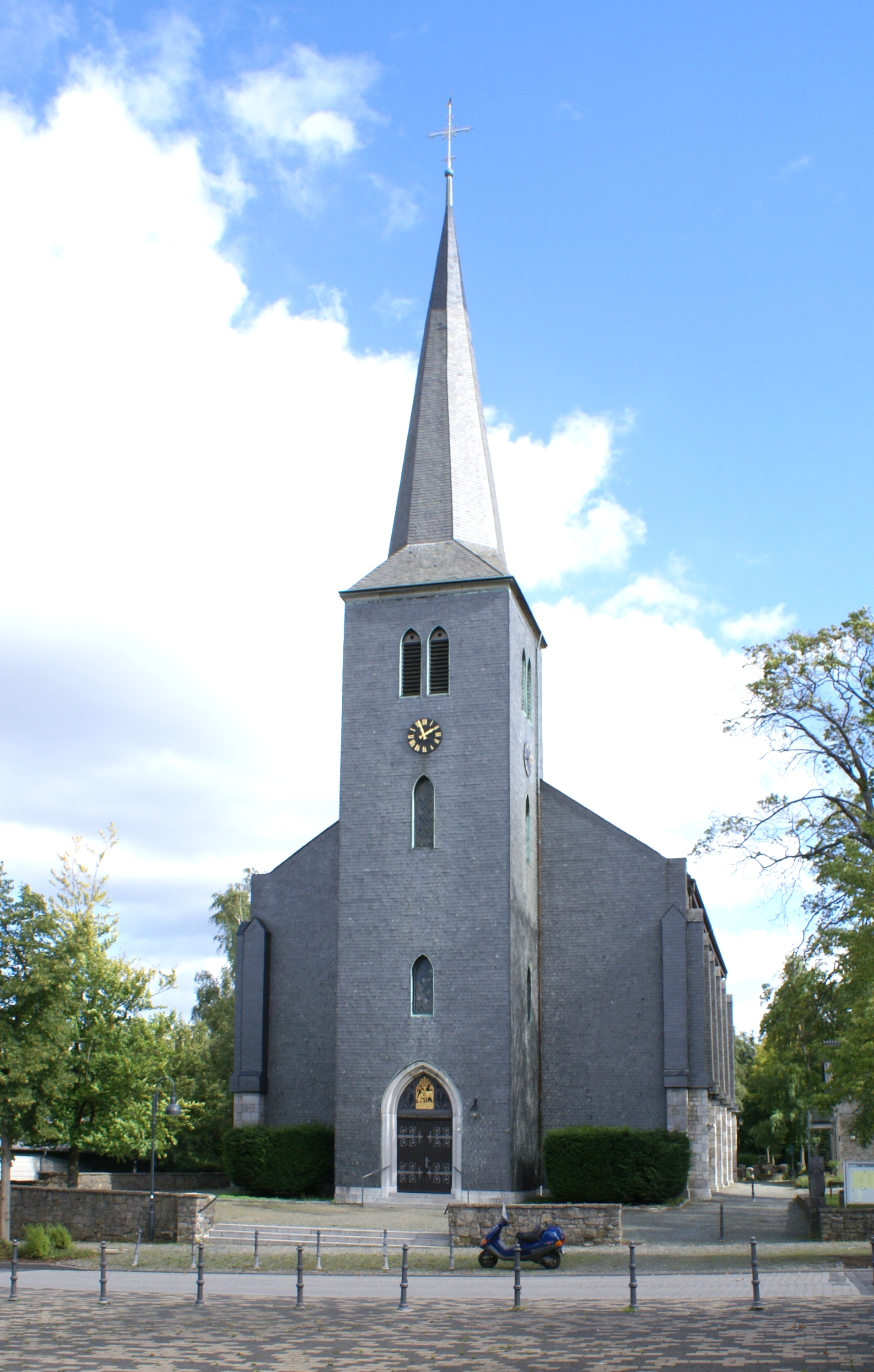
St. Hubertus in Roetgen

St. Hubertus ist eine römisch-katholische Pfarrkirche in Roetgen in der Städteregion Aachen in Nordrhein-Westfalen. Sie wurde zwischen 1854 und 1857 erbaut. Die Kirche ist unter Nummer 45 in die Liste der Baudenkmäler in Roetgen eingetragen.

## Geschichte
Roetgen gehörte ursprünglich zur weit ausgedehnten Pfarre Konzen. Im Verlauf des 16. und 17. Jahrhunderts siedelten immer mehr Menschen im Bereich des heutigen Roetgens, sodass der Bau einer Kapelle notwendig wurde. Der Prior des Klosters Reichenstein, Pater Stephan Horrichem, bemühte sich jahrelang  gemeinsam mit dem zuständigen Pfarrer von Konzen und dem Forstmeister Johann Werner Dunkel um den Bau einer eigenen Kirche. Die Bemühungen hatten Erfolg, zwischen 1656 und 1660 konnte die erste Roetgener Kirche erbaut werden. Teile davon sind bis heute erhalten geblieben und bilden die Marienkapelle. Eigenständige Pfarrei wurde Roetgen 1804.
Mitte des 19. Jahrhunderts war die Bevölkerung Roetgens derart angestiegen, dass die kleine Kirche die Gläubigen nicht mehr fassen konnte. Daher wurde ein Neubau an anderer Stelle beschlossen. So wurde zwischen 1854 und 1857 die heutige Kirche durch den Eupener Bauunternehmer Feder erbaut. Seitdem erfuhr das Gotteshaus nur wenige bauliche Veränderungen, 1961 wurde die Sakristei nach Plänen von Architekt Leo Weber vergrößert, und zwischen 1979 und 1981 fand eine grundlegende Restaurierung statt.

## Baubeschreibung
St. Hubertus ist eine dreischiffige Hallenkirche in fünf Jochen aus Bruchsteinen im Stil der Neugotik. Im Osten schließt an das Kirchenschiff der fünfseitig geschlossene Chor an, im Westen ist ein viergeschossiger Glockenturm mit achtseitigem Helm vorgebaut. Der Innenraum wird von Kreuzrippengewölben überwölbt, die Fenster besitzen zweibahniges Maßwerk.

## Ausstattung
In der Kirche befinden sich Buntglasfenster des Mönchengladbacher Künstlers Ernst Jansen-Winkeln aus dem Jahr 1956.

## Orgel

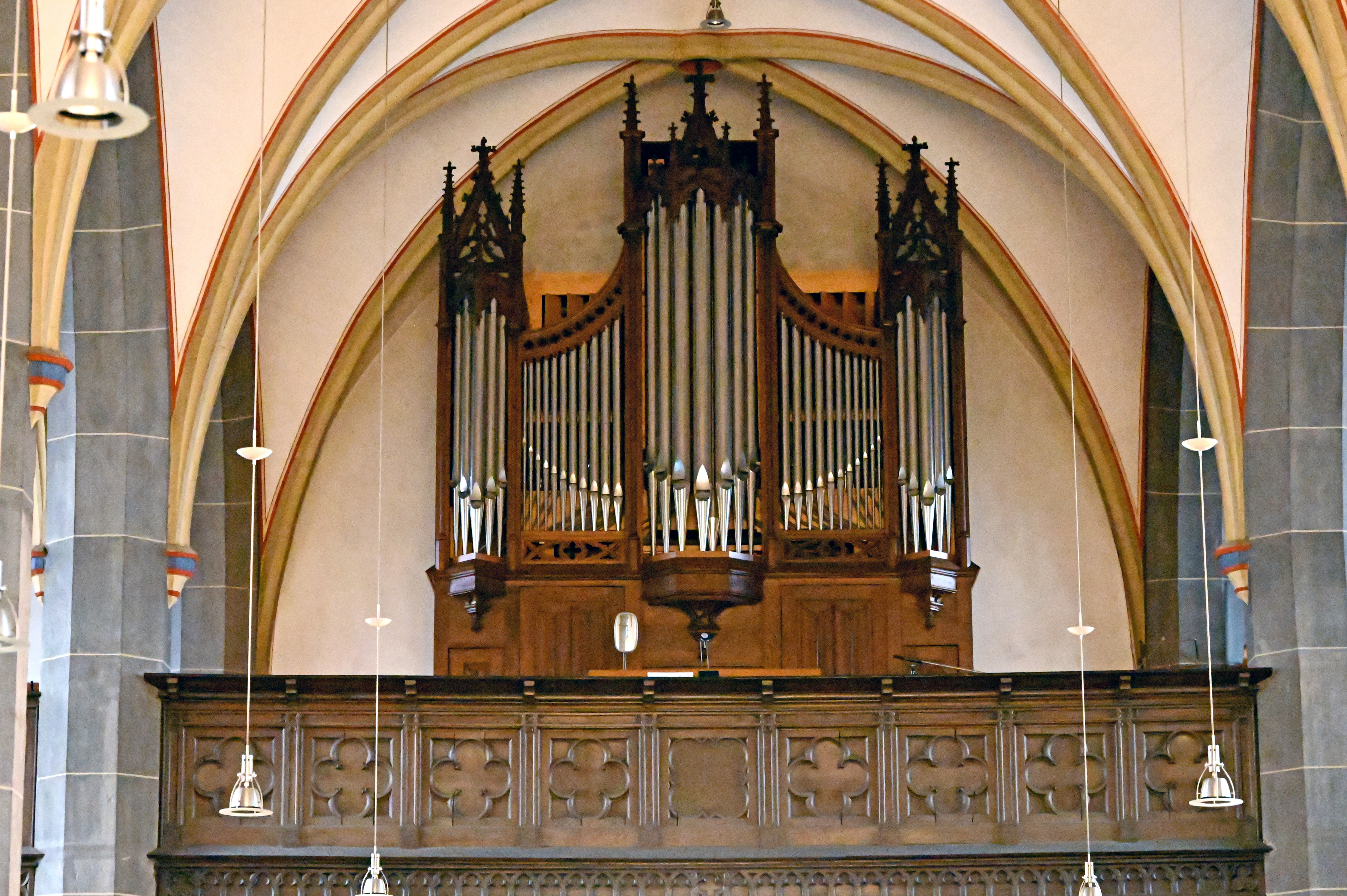
Orgel

Die Orgel ist ein Werk der Übach-Palenberger Orgelbaufirma Heinz Wilbrand aus dem Jahr 1995. Sie verfügt über 21 Register, verteilt auf zwei Manuale und Pedal mit nachfolgender Disposition:
| I Hauptwerk C–g3 |       |
| Principal        | 8′    |
| Hohlflöte        | 8′    |
| Gamba            | 8′    |
| Octave           | 4′    |
| Rohrflöte        | 4′    |
| Quinte           | 2 ⁄3′ |
| Superoctave      | 2′    |
| Mixtur III–IV    |       |
| Trompete         | 8′    |

| II Schwellwerk C–g3 |    |
| Bordun              | 8′ |
| Salicional          | 8′ |
| Principalflöte      | 4′ |
| Violine             | 4′ |
| Flageolett          | 2′ |
| Sesquialter III     |    |
| Schalmey            | 8′ |
| Tremulant           |    |

| Pedal C–f1 |      |
| Subbass    | 16′  |
| Bassflöte  | 08′  |
| Choralbass | 04′  |
| Fagott     | 016′ |
| Posaune    | 08′  |

- Koppeln: II/I, I/P, II/P

## Glocken
Im Glockenturm befindet sich ein vierstimmiges Bronze-Glockengeläut der Glockengießerei Mabilon (Saarburg) aus dem Jahr 1965.
| Glocke | Name     | Durchmesser | Gewicht ≈ | Schlagton (HT-1⁄16) |
| ------ | -------- | ----------- | --------- | ------------------- |
| 1      | Hubertus | 1286 mm     | 1250 kg0  | es′+6               |
| 2      | Johannes | 1078 mm     | 750 kg    | ges′+5              |
| 3      | Maria    | 0958 mm     | 520 kg    | as′+6               |
| 4      | Angelus  | 0847 mm     | 360 kg    | b′+5                |

## Pfarrer
Folgende Priester wirkten bislang als Pastor an St. Hubertus:
- 1923–1930: Nikolaus Willems
- 1930–1931: Fritz Täpper
- 1931–1941: Josef Schneider
- 1941–1974: Ludwig Heinen
- 1974–1988: Walter Knöllinger
- 1988–2013: Hans Georg Schornstein
- 2013–2020: Ewald Vienken
- seit 2023: Andreas Möhlig